# Championnats du monde de nage en eau libre 2010
Navigation
Séville 2008
La sixième édition des Championnats du monde de nage en eau libre se déroule à Roberval au Canada du 15 au 22 juillet 2010. Traditionnelle étape de la Coupe du monde de nage en eau libre et médiatisé pour sa Traversée internationale, le lac Saint-Jean accueille pour la première fois la compétition bisannuelle organisée en alternance par la Fédération internationale de natation (FINA) avec les Championnats du monde de natation. Cette édition est toutefois la dernière la FINA ayant décidé de n'attribuer les titres mondiaux de nage en eau libre qu'à l'occasion de sa compétition phare à l'avenir.

## Programme
| - 17 juillet : 10 km femmes - 18 juillet : 10 km hommes - 20 juillet : 5 km hommes et 5 km femmes - 22 juillet : 25 km hommes et 25 km femmes |

## Podiums
| Épreuves | Or                     | Argent                            | Bronze                  |
| Femmes   | Femmes                 | Femmes                            | Femmes                  |
| -------- | ---------------------- | --------------------------------- | ----------------------- |
| 5 km     | Eva Fabian (USA)       | Giorgia Consiglio (ITA)           | Ana Marcela Cunha (BRA) |
| 10 km    | Martina Grimaldi (ITA) | Giorgia Consiglio (ITA)           | Melissa Gorman (AUS)    |
| 25 km    | Linsy Heister (NED)    | Margarita Domínguez Cabezas (ESP) | Célia Barrot (FRA)      |
| Hommes   |                        |                                   |                         |
| 5 km     | Thomas Lurz (GER)      | Evgeny Drattsev (RUS)             | Fran Crippen (USA)      |
| 10 km    | Valerio Cleri (ITA)    | Evgeny Drattsev (RUS)             | Vladimir Dratchev (RUS) |
| 25 km    | Alex Meyer (USA)       | Valerio Cleri (ITA)               | Petar Stoychev (BUL)    |

## Résultats détaillés

### 10 km femmes
L'unique épreuve olympique de nage en eau libre est dominée par l'Italienne Martina Grimaldi qui, déjà médaillée de bronze sur la même épreuve lors des Championnats du monde 2009 organisés à Rome, remporte son premier titre international. Elle devance sa compatriote Giorgia Consiglio pour le premier doublé italien à ce niveau au terme de longues délibérations des commissaires de course qui ont exclu plusieurs nageuses en lutte pour le podium. Troisième et quatrième à l'arrivée, la Française Aurélie Muller et l'Australienne Melissa Gorman sont en effet déclassées dans un premier temps pour comportement antisportif lors du sprint final, la première par un juge-arbitre, la seconde par le jury d'appel,. C'est alors la Chinoise Fang Yanqiao, cinquième à toucher la plaque d'arrivée, qui hérite de la troisième place. Toutefois, trois jours après la course, la FINA réattribue la troisième place à Melissa Gorman car les règlements officiels stipulent que seuls les juges-arbitres sont habilités à disqualifier une concurrente.
Sur les trente-huit engagées, vingt-huit ont été classées, cinq déclassées et cinq autres ont abandonné. Championne olympique en titre et triple championne du monde entre 2006 et 2008, la Russe Larisa Ilchenko est contrainte de se retirer car victime d'une hypothermie dans les eaux froides canadiennes.
| Rang | Nom                     | Temps            | Retard   |
| ---- | ----------------------- | ---------------- | -------- |
| 1    | Martina Grimaldi (ITA)  | 2 h 5 min 45 s 2 | —        |
| 2    | Giorgia Consiglio (ITA) | 2 h 5 min 57 s 4 | + 12 s 2 |
| 3    | Melissa Gorman (AUS)    | 2 h 5 min 57 s 9 | + 12 s 7 |
| 4    | Fang Yanqiao (CHN)      | 2 h 5 min 59 s 1 | + 13 s 9 |
| 5    | Angela Maurer (GER)     | 2 h 5 min 59 s 2 | + 14 s   |
| 6    | Ana Marcela Cunha (BRA) | 2 h 5 min 59 s 7 | + 14 s 5 |
| 7    | Christine Jenning (USA) | 2 h 6 min 1 s 1  | + 15 s 9 |
| 8    | Keri-Anne Payne (GBR)   | 2 h 6 min 1 s 4  | + 16 s 2 |
| 9    | Erika Villaécija (ESP)  | 2 h 6 min 1 s 5  | + 16 s 3 |
| 10   | Linsy Heister (NED)     | 2 h 6 min 4 s 6  | + 19 s 4 |

### 10 km hommes
Champion du monde en titre du 25 km, l'Italien Valerio Cleri conquiert son premier titre de champion sur la distance olympique. En un peu plus de deux heures, il domine au sprint un duo de Russes, Evgeny Drattsev et Vladimir Dratchev. En tête après trois boucles de course, l'Italien Luca Ferretti termine finalement cinquième. Trente-sept nageurs sur les trente-huit engagés ont participé à la course. Tandis que vingt-huit nageurs ont été classés, sept ont abandonné et un a été disqualifié.
| Rang | Nom                     | Temps            | Retard   |
| ---- | ----------------------- | ---------------- | -------- |
| 1    | Valerio Cleri (ITA)     | 2 h 0 min 59 s 3 | —        |
| 2    | Evgeny Drattsev (RUS)   | 2 h 1 min 0 s 6  | + 1 s 3  |
| 3    | Vladimir Dratchev (RUS) | 2 h 1 min 3 s 0  | + 3 s 7  |
| 4    | Francis Crippen (USA)   | 2 h 1 min 5 s 0  | + 5 s 7  |
| 5    | Luca Ferretti (ITA)     | 2 h 1 min 7 s 8  | + 8 s 5  |
| 6    | Thomas Lurz (GER)       | 2 h 1 min 8 s 5  | + 9 s 2  |
| 7    | Charles Peterson (USA)  | 2 h 1 min 10 s 0 | + 10 s 7 |
| 8    | Igor Chervynskiy (UKR)  | 2 h 1 min 12 s 9 | + 13 s 6 |
| 9    | Petar Stoychev (BUL)    | 2 h 1 min 13 s 0 | + 13 s 7 |
| 10   | Allan do Carmo (BRA)    | 2 h 1 min 15 s 2 | + 15 s 9 |

## Tableau des médailles
| Rang  | Nation     | Or | Argent | Bronze | Total |
| ----- | ---------- | -- | ------ | ------ | ----- |
| 1     | Italie     | 2  | 3      | 0      | 5     |
| 2     | États-Unis | 2  | 0      | 1      | 3     |
| 3     | Allemagne  | 1  | 0      | 0      | 1     |
| 3     | Pays-Bas   | 1  | 0      | 0      | 1     |
| 5     | Russie     | 0  | 2      | 1      | 3     |
| 6     | Espagne    | 0  | 1      | 0      | 1     |
| 7     | Australie  | 0  | 0      | 1      | 1     |
| 7     | Brésil     | 0  | 0      | 1      | 1     |
| 7     | Bulgarie   | 0  | 0      | 1      | 1     |
| 7     | France     | 0  | 0      | 1      | 1     |
| Total | Total      | 6  | 6      | 6      | 18    |